# Tartu (dialecto)
El Tartu (Estonio: tartu keel) es un dialecto del estonio meridional que se habla en Estonia, en los alrededores de la ciudad de Tartu y en el condado homónimo. Presenta similitudes con el mulgi, en particular con las variedades tarvastu y helme. Históricamente, junto con el võro septentrional, ha sido la base de la lengua literaria del estonio meridional.

## Uso
En el censo de Estonia de 2011, se reportó que 4,109 personas hablaban el tartu, y en el censo de 2021, 17,310.
Alcanzó su apogeo en el siglo XVII y decayó hasta la década del 2000. El número de hablantes ha ido en aumento desde entonces, pero la mayoría de los hablantes están envejeciendo y hay escasez de medios de comunicación en Tartu. Los movimientos de recuperación del tartu no han sido tan fuertes como los de las lenguas seto, mulgi y võro.

### Literatura
La colección de Jakob Hurt "Eesti mõtteloo" contiene sus sermones en el dialecto Rõngu del Tartu. En la literatura moderna, Mats Traat fue el principal hablante del Tartu.